# Cymothoe euthalioides
Cymothoe euthalioides är en fjärilsart som beskrevs av Kirby 1889. Cymothoe euthalioides ingår i släktet Cymothoe och familjen praktfjärilar. Inga underarter finns listade i Catalogue of Life.